# Peñón del Águila
El Peñón del Águila es una isla situada en Noja (Cantabria), localizada en la costa de Noja, Cantabria, junto a otras islas, las de San Pedruco y Oliva, de mayor tamaño. Mide menos de una hectárea careciendo vegetación y de cualquier tipo de construcción. Circundando la isla hay una serie de islotes, de los cuales el mayor (Peñón de Moja el Rabo) es el único que alcanza la hectárea de extensión.
- Datos: Q11699082